# Semnopithecus hector
El langur gris de Tarai (Semnopithecus hector) es una especie de primate catarrino de la familia Cercopithecidae, anteriormente se consideraba una subespecie de Semnopithecus entellus. La especie se encuentra catalogada como casi amenazada en la Lista Roja de la UICN, cuenta con alrededor de diez mil individuos maduros y su población experimenta un declive progresivo.

## Distribución y hábitat
La especie es nativa de Bután, norte de India y Nepal, donde habita las laderas de los Himalayas desde el Parque nacional de Rajaji hasta el suroeste de Bután. Habita desde el bosque húmedo caducifolio del Siwalik, hasta los robledales en altitudes que oscilan entre 150 y 1600 m s. n. m.

## Ecología
El langur gris de Tarai es tanto arbóreo como terrestre, diurno, folívoro y se asocia en grupos compuestos por múltiples machos y hembras. Se lo ha observado alimentándose en huertos y campos de cultivo en los alrededores del Parque nacional de Rajaji.